# Kid Loco
Kid Loco, pseudonimo di Jean-Yves Prieur (Antony, 16 giugno 1964), è un musicista e produttore discografico francese attivo anche come DJ e remixer.

## Discografia
Album
- Blues Project (1996)
- A Grand Love Story (1997)
- Jesus Life For Children Under 12 Inches (1999)
- Kill Your Darlings (2001)
- Confessions Of A Belladonna Eater (2011)

Remix
- Prelude To A Grand Love Story (1999)
- Jesus Life for Children Under 12 Inches (1999)
- DJ Kicks: Kid Loco (1999)
- Another Late Night: Kid Loco (2003)